# Proclus de Constantinople
Pour les articles homonymes, voir Proclos (homonymie).
Proclus est patriarche de Constantinople de 434 à 446. C'est un saint fêté le 24 octobre dans l'Église catholique et le 20 novembre dans l'Église orthodoxe.

## Éléments biographiques
Né vers 390, il s'est mis très vite à la prière et à l'étude des Saintes Écritures en s'inspirant beaucoup des textes de saint Jean Chrysostome.
Le patriarche Attique, dont il fut le secrétaire, le consacra diacre, puis prêtre à Constantinople.
En 426, il est nommé évêque de Cyzique en Mysie sur la Propontide par Sisinios ; charge qu'il ne put exercer : les habitants de la ville ne reconnaissant pas la juridiction de Constantinople refusèrent de le recevoir et se choisirent pour évêque le moine Dalmace. Proclus porta cependant ce titre, qui fut d'ailleurs invoqué à deux reprises comme un empêchement canonique à ce qu'il soit nommé archevêque de Constantinople, quoiqu'il n'ait pu exercer réellement d'épiscopat à Cyzique. Ainsi, après avoir été un candidat malheureux au patriarcat face à Sisinios (patriarche du 28 février 426 au 24 décembre 427), puis contre Nestorius (du 10 avril 428 au 11 juillet 431) imposé par l'empereur Théodose II, puis enfin, après la déposition de Nestorius, face à Maximianos (patriarche du 25 octobre 431 au 11 avril 434). Il est nommé au patriarcat dès le lendemain du décès de son prédécesseur.
Avant cela, en 429, il prononça, en présence de l'archevêque Nestorius, une homélie qui choqua ce dernier par l'emploi qu'il faisait du terme Théotokos (Mère de Dieu) appliqué à Marie. Cette homélie, qui nous a été conservée (Homélie 1), lui valut l'inimitié de Nestorius.
En 434, il est nommé archevêque de Constantinople. Nous sommes à peine un an après la signature du « Symbole d'union » qui permit de ramener peu à peu le calme après les remous qui entourèrent le Concile d'Éphèse, et le premier geste de Proclus est d'envoyer une lettre synodique à Cyrille d'Alexandrie et à Jean d'Antioche, deux protagonistes importants du Concile d'Éphèse, pour leur signifier qu'il était en communion avec eux.
En tant qu'évêque, il défendit fermement la christologie orthodoxe et s'opposa aux dérives nestorianisantes contemporaines, sans toutefois tomber jamais dans les excès contraires des monophysites qui commençaient à se faire jour.
En 435, à la demande de deux prêtres de Grande-Arménie, Leontius et Abel, demandant des précisions sur la christologie des deux natures, sur laquelle le débat fait encore rage, il publie un texte nommé Tome aux Arméniens, dans lequel il expose sa théologie. Ce texte est, par la suite, abondamment commenté et cité lors de la Querelle des Trois Chapitres au siècle suivant.
Il écrivit en outre au clergé et au peuple de Marcianople en Mésie contre l'évêque Dorothée qui avait anathématisé le terme même de Théotokos (Mère de Dieu), ainsi qu'à Jean d'Antioche et aux évêques d'Orient sur le même sujet... D'une manière générale, son propos est d'exposer une théologie orthodoxe, dût-il au passage contrer les affirmations erronées ou excessives des divers courants hétérodoxes, et non pas pourchasser les “hérétiques“, ce qui lui épargna de tomber dans la hargne qui caractérisa certains des controversistes.
C'est durant son épiscopat, à l'occasion d'un tremblement de terre qui ébranla Constantinople et sa région, que s'introduisit l'usage de chanter le Trisagion. Dans sa Chronographie, Théophane le Confesseur rapporte que tandis que le peuple et le clergé allait en procession, implorant la miséricorde divine, un enfant fut élevé très haut dans les airs puis, lorsqu'il en redescendit, répondit à ceux qui le questionnaient qu'il s'était trouvé en présence des anges et qu'il les avait entendu chanter : « Saint Dieu, saint Fort, saint Immortel aie pitié de nous ! » Le peuple en procession entonna alors ce chant, et le tremblement de terre cessa promptement.
Enfin, revenant à ses premières études de jeunesse inspirées par Jean Chrysostome, Proclus fait ramener les restes de son illustre prédécesseur à Constantinople en 438, en accord avec l'empereur Théodose II. Il s'était écoulé 34 ans depuis l'exil de Chrysostome (31 ans depuis sa mort à Comane).

## Écrits
Commentaire de Proclus sur la parabole du grain de moutarde, selon Matthieu.
Le grain d'où a germé le monde

« Qu'est ce que le Royaume des cieux, sinon le Christ ? Il dit, en effet, de lui-même : Voici que le règne de Dieu est au milieu de vous (Lc 17, 21). Or, qu'y a-t-il de plus grand que le Christ selon la divinité ? Mais qu'y a-t-il de plus petit que le Christ selon l'incarnation, lui qui s'est fait moindre que les anges (Ps 8, 5-6) et les hommes ? »

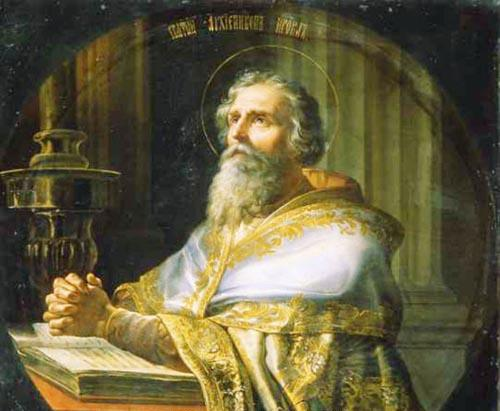
Saint Proclus, archevêque de Constantinople, Pyotr Mikhailovich Shamshin, 1847.

En écoutant (Mt 13, 31-35), on dira : comment le même est à la fois Royaume des cieux et grain, à la fois grand et petit ? Parce que, dans l'excès de sa compassion envers sa créature, il s'est fait tout à tous, afin de gagner tous les hommes (1 Co 9, 22). Il était Dieu (Jn 1, 1) - et il l'est et le sera, car c'est sa nature -, et il s'est fait homme - car il veut nous sauver. Ô grain par lequel le monde a été fait, par lequel les ténèbres ont été dissipées et l'Église a été renouvelée ! Ce grain, pendu à la croix, a eu une telle force que, même attaché, d'un mot il a arraché le larron à la croix et l'a fait entrer dans les délices du paradis ! Ce grain, malgré son flanc percé par la lance, est devenu source d'une boisson d'immortalité pour les assoiffés ! Ce grain de moutarde, une fois descendu du bois et placé dans un jardin, a couvert de sa frondaison toute la terre qui est sous le ciel ! Ce grain de moutarde, placé dans un jardin, a plongé ses racines jusqu'aux enfers, où il a emporté les âmes qui s'y trouvaient pour les ramener au ciel le troisième jour !

Sème ce grain de moutarde dans le jardin de ton âme, afin de dire, toi aussi : Éveille-toi, Vent du nord ! Viens, Vent du sud ! Souffle sur mon jardin et ses arômes s’exhaleront ! (Ct 4, 16) »

— Sermon sur la parabole du grain de moutarde (PG 64, 21-23), traduction inédite de Guillaume Bady.
Cette homélie a été transmise sous le nom de Proclus, qui fut archevêque de Constantinople.
Le Roi se tient à notre porte

« Allumons, mes bien-aimés, les lampes de la foi : comme les cinq vierges sages (cf. Mt 25), remplissons-les de l'huile de la miséricorde envers les pauvres ; accueillons le Christ, bien éveillés, et chantons-le , les palmes de justice à la main. Embrassons-le en répandant sur lui le parfum de Marie. Écoutons le chant de la résurrection ; que nos voix s'élèvent, dignes de la majesté divine et clamons avec le peuple ce cri qui s'échappe de la foule : Hosanna ! Béni soit celui qui vient au nom du Seigneur, le Roi d'Israël ! (Jn 12, 13). Il est bien de dire « celui qui vient », car il vient sans cesse, jamais il ne nous manque : Le Seigneur est proche de tous ceux qui l'invoquent en vérité (Ps 144, 18).

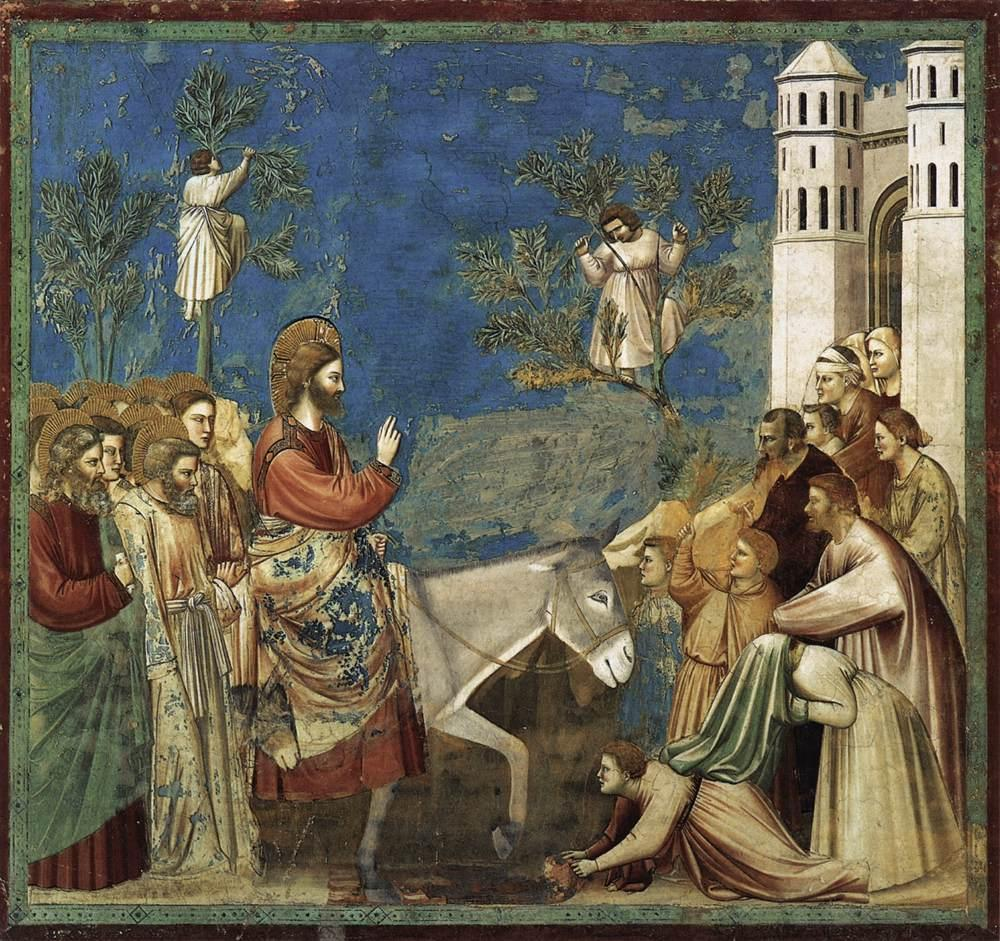
L'Entrée de
Jésus-Christ dans Jérusalem, fresque de Giotto di Bondone, vers 1304/1306, Chapelle des Scrovegni.

Le Roi doux et pacifique se tient à notre porte. Celui qui trône dans les cieux sur les chérubins est assis ici-bas sur le petit d'une ânesse. Préparons les maisons de nos âmes, débarrassons-les de ces toiles d'araignée que sont les mésententes fraternelles ; qu'on ne trouve pas chez nous la poussière des médisances. Répandons à flots l'eau de l'amour, et apaisons tous les heurts que soulève l'animosité ; puis parsemons le vestibule de nos lèvres des fleurs de la piété. Avec le peuple poussons alors ce cri qui jaillit de la foule : Béni soit celui qui vient au nom du Seigneur, le Roi d'Israël ! »

— Proclus de Constantinople. Sermon 9, pour le jour des Rameaux, PG 65, 722, (CPG 5808), trad. L. Brésard, 2000 ans d'homélies, année C, Perpignan, Socéval, 2001, p. 108.

## Œuvres conservées
Vingt sermons sont conservés de Proclus dont 3 dans une version syriaque, le grec étant perdu. Ce sont également 7 lettres et quelques fragments d'autres lettres et sermons. Proclus a été cité par le cardinal John Henry Newman pour son travail sur la mariologie et son soutien ferme au dogme conciliaire de la Théotokos.
- CPG 5800-5915.